# Trioza barrettae
Trioza barrettae (лат.) — вымирающий вид листоблошек рода Trioza из семейства Triozidae. Эндемики Австралии (Stirling Range National Park, штат Западная Австралия). Включён в Международную Красную книгу МСОП.

## Описание
Тело мелкое, узкое, длина около 2 мм. Лоб плоский, субтрапециевидный. Основная окраска желтовато-коричневая с чёрными отметинами; глаза сероватые; 8-10-й членики усиков буровато-чёрные. Растение-хозяин: банксия Броуна (Banksia brownii, Протейные). Вид был впервые описан в 2014 году австралийскими энтомологами Гари Тейлором (Taylor, Gary S.; Australian Centre of Evolutionary Biology & Biodiversity, School of Earth & Environmental Sciences, The University of Adelaide, Аделаида, Австралия) и Мелиндой Мойром (Moir, Melinda L. ; ARC Centre for Excellence in Environmental Decisions, School of Botany, The University of Melbourne, Parkville, Австралия) вместе с видами Acizzia hughesae и Acizzia mccarthyi. Видовой эпитет Trioza barrettae дан в честь ботаника Сары Барретт (Dr Sarah Barrett, Regional Flora Conservation) за её вклад в экологию региона.